# Lamb of God
A Lamb of God amerikai groove metal együttes Richmondból, Virginiából. A zenekart – mely része az amerikai heavy metal új hulláma mozgalomnak – Chris Adler, Randy Blythe, Mark Morton, John Campbell és Abe Spear alapította 1994-ben Burn the Priest néven. Első nagylemezük megjelenése után változtattak nevet.
Megalakulása óta, a Lamb of God kiadott hat stúdióalbumot, egy koncertalbumot és három DVD-t. Eladási mutatóik pedig majdnem elérik a kétmilliót az Egyesült Államokban. 2007-ben a zenekar jelölve lett Grammy-díjra Sacrament című albumukért. Részt vettek az Ozzfesten, és a Slayer The Unholy Alliance Tourján, 2006-ban. Játszottak Download fesztiválon, a Sonisphere fesztiválon az Egyesült Királyságban, Soundwave fesztiválon és a Gigantouron. A zenekar 2011 februárjában vonult stúdióba, hogy felvegyék következő albumukat, amely 2012 januárjában jelent meg Resolution címmel.

## Története

### Megalakulás és aBurn the Priest(1994–1999)
1990-ben, Mark Morton, Chris Adler és John Campbell elindítottak egy zenekart Burn the Priest néven. A zenekar összes tagja ugyanabból az egyetemből, a Virginia Commonwealth Universityből került ki. Morton elhagyja a zenekart, nem sokkal azután, hogy megszerezte diplomáját. Adler és Campbell Abe Spearrel helyettesítették Mortont. A következő öt évben a zenekar Richmondban és Virginia különböző részein próbált. 1995-ben kiadták Burn the Priest című demójukat. Az első demójuk után a zenekar felvett két demóalbumot az Agents of Satannal és a ZED-del. Az együttes első három demójuk után új énekest talált, Randall Blythe személyében.
1997-ben Morton visszatért az együttesbe. Két évvel később kiadhatták első stúdióalbumukat, a Burn the Priestet, a Legion Recordsnál. Mikey Bronsnan, a kiadótól, 2 500 $-t adott a zenekar tagjainak az album elkészítéséhez. Ezzel a felajánlásával megszakította a zenekar philadelphiai, saját maguk által szervezett koncertjét. Az album producere a Today Is the Day gitárosa, Steve Austin volt. Spear elhagyta az együttest, ezáltal új gitárost kellett keresnie a zenekarnak. Chris Adler dobos testvére, Willie Adler lett a zenekar második gitárosa egy év múlva, majd leszerződtek a Prosthetic Recordshoz. Miután néhány helyről elutasították őket (a szervezők a zenekar nevét "gonosznak" találták), a zenekar átnevezte magát Burn the Priestről Lamb of Godra.

## A zenekar tagjai
Jelenlegi
- Randy Blythe – énekes (1995–napjainkig)
- Mark Morton – gitár (1994–napjainkig)
- Willie Adler – gitár (1998–napjainkig)
- John Campbell – basszusgitár (1994–napjainkig)
- Art Cruz – dob (2019–napjainkig)

Korábbi
- Abe Spear – gitár (1994–1998)
- Chris Adler – dob (1994–2018)

## Diszkográfia

### Burn the Priest néven
- Burn the Priest (1999)
- Legion: XX (feldolgozás-album, 2018)

### Lamb of God néven
Stúdióalbumok
- New American Gospel (2000)
- As the Palaces Burn (2003)
- Ashes of the Wake (2004)
- Sacrament (2006)
- Wrath (2009)
- Resolution (2012)
- VII: Sturm und Drang (2015)
- Lamb of God (2020)
- Omens (2022)

Koncertalbumok
- Killadelphia (2005)

Válogatások
- Hourglass: The Anthology (3CD boxset, 2010)

Videók
- Terror and Hubris (2004)
- Killadelphia (2005)
- Walk with Me in Hell (2005)